# Enter the Wu-Tang (36 Chambers)
Enter the Wu-Tang (36 Chambers) (укр. «Знайомство з Wu-Tang (36 ступенів)») — дебютний студійний альбом американської хіп-хоп групи Wu-Tang Clan, що вийшов 9 листопада 1993 року на лейблах Loud, RCA та BMG. Альбом записувався з 1992 по 1993 рік на студії Firehouse у Нью-Йорку, майстеринг був проведений на студії The Hit Factory. Альбом був практично повністю спродюсований негласним лідером гурту, RZA. Взявши за основу уривки з фільмів про бойові мистецтва та семпли соул музики, він створив важкі та похмурі інструментали. Назва альбому є посиланням на фільм The 36th Chamber of Shaolin (1978).
Характерне звучання Enter the Wu-Tang (36 Chambers) стало шаблоном для хардкор-хіп-хопу 1990-х і допомогло повернути популярність нью-йоркському хіп-хопу. Воно також вплинуло на звучання сучасного хіп-хопу. Тексти пісень, відверті, гумористичні, засновані на вільних асоціаціях, стали прикладом цілого покоління реперів. Бувши основним альбомом епохи, названої Ренесансом Східного узбережжя, він відкрив дорогу для інших музикантів Східного узбережжя, серед яких Nas, The Notorious B.I.G., Mobb Deep і Jay-Z.
Попри жорстке, андерграундне звучання, альбом мав несподіваний комерційний успіх, піднявшись на 41-й рядок чарту Billboard 200, продавши 30 000 копій за перший тиждень. В 1995 альбом був сертифікований RIAA як платиновий, а у 2018 році — тричі платиновий. Альбом отримав позитивні відгуки критиків. Enter the Wu-Tang (36 Chambers) вважається багатьма критиками одним із найважливіших альбомів 90-х і одним із найкращих хіп-хоп альбомів усіх часів. 2003 року журнал Rolling Stone помістив альбом на 386 (387 в оновленому варіанті 2012 року) місце в списку 500 найбільших альбомів всіх часів. 
У 2022 році альбом був відібраний Бібліотекою Конгресу для збереження в Національному реєстрі звукозаписів через «культурне, історичне чи естетичне значення».

## Передісторія
Наприкінці 1980-х двоюрідні брати Роберт Діггз (під псевдонімом Prince Rakeem або The Scientist), Гері Грайс (під псевдонімом The Genius) та Рассел Джонс (під псевдонімом The Specialist) заснували гурт Force of the Imperial Master, також знаний як All in Toge Now Crew. Вони не були підписані на мейджор-лейбл, але стали досить успішними у нью-йоркській реп-сцені. Популярний тоді репер Біз Маркі відзначив їхню композицію «All In Together Now». Станом на 1991 The Genius і Prince Rakeem були підписані на різні лейбли. The Genius випустив в 1991 альбом Words from the Genius на лейблі Cold Chillin’ Records  Prince Rakeem в тому ж році випустив Ooh I Love You Rakeem на лейблі Tommy Boy Records. Однак пізніше обох вигнали з їхніх лейблів. Розлютившись, вони взяли нові псевдоніми (The Genius став GZA, а Prince Rakeem став RZA) і почали думати, що робити далі. У книзі The Wu-Tang Manual RZA так описує цю ситуацію:

[Tommy Boy] вирішили підписати House of Pain замість нас. Коли вони мене вигнали, я думав: «Дідько вони вибрали якусь купу білого лайна замість мене». Я почувався обдуреним.Оригінальний текст (англ.)
[Tommy Boy] made the decision to sign House of Pain over us. When they dropped me, I was thinking, 'Damn, they chose a bunch of whiteboy shit over me.' I felt bamboozled.

RZA почав співпрацювати з Деннісом Коулзом, репером зі Стейтен-Айленда, відомішим під псевдонімом Ghostface Killah. Разом вони вирішили створити «хіп-хоп клан, оснований на східній філософії, почерпнутій з фільмів про кунг-фу, розбавлених навчаннях Нації ісламу, які [Ghostface] почерпнув на вулицях Нью-Йорка, та коміксах».

Крім цього RZA співпрацював з Inspectah Deck, Raekwon, U-God та Method Man, які жили в одному районі. RZA приходив на вулицю, де Inspectah Deck та U-God продавали крек, і слухав рими, які вони складали у вільний час. Пізніше він запропонував їм взяти участь у групі, про що розповідає сам Inspectah Deck:
RZA сказав: «Хлопці, ви [пишете тексти] заради забави щодня, але чи готові ви зайнятися цим по-справжньому?». І він розповів свій детально опрацьований план. У той момент я не до кінця розумів цей план, але з його допомогою я зміг зрозуміти, оскільки він був впевнений у ньому. Зрештою, наші зустрічі з RZA та U-God'ом стали основою Wu-Tang Clan, з рештою хлопців, що пізніше приєдналися до нас. Нам не потрібно було збиратися і формувати групу, ми загалом і так уже були всі разом.
Оригінальний текст (англ.)
RZA said: "You guys do this for fun every day, but are you ready to do this shit for real?" And he put this elaborate vision on the table. I wasn't even able to see it at that point, but I saw it through him, because he was so sure of it. Eventually, me hooking up with RZA and U-God every day is what formed the Wu-Tang Clan, with all the other guys who were making their way in. We didn't have to come together and form a group, we was really already there the whole time.

Так сформувався оригінальний склад Wu-Tang Clan із восьми осіб: RZA, GZA, Ol' Dirty Bastard, Ghostface Killah, Inspectah Deck, Raekwon, Method Man та U-God. Дев'ятий учасник, Masta Killa, приєднався до групи пізніше, незадовго до виходу Enter the Wu-Tang (36 Chambers), і на альбомі він був лише у треку «Da Mystery of Chessboxin'».

## Запис
Робота над альбомом розпочалася у 1992 році. Запис альбому проходив на студії Firehouse Studios, мастеринг провів Кріс Герінгер на нью-йоркській студії The Hit Factory. Через брак коштів група змушена була записувати альбом у невеликій за розміром студії, в якій бракувало місця, коли в ній збирався весь гурт. За право з'явитися на треках альбому учасники групи мали битися: для кожного треку між учасниками групи проводився реп-баттл, переможець якого отримував право зачитати свій куплет для цього треку. Під час даних баттлів було створено трек «Meth Vs. Chef», батл між Method Man'ом і Raekwon'ом. Він не потрапив на альбом, але пізніше вийшов на дебютному альбомі Метод Мена Tical.

## Реліз
Записавши разом першу композицію, «Protect Ya Neck», група вирушила до різних звукозаписних компаній, проте всі вони проігнорували демозапис групи. Тоді RZA вирішив діяти інакше: він зібрав з кожного учасника групи по 100 доларів, на які було надруковано 500 вінілових платівок із синглом. Цей сингл, «Protect Ya Neck» з «After The Laughter Comes Tears» (альбомна версія була перейменована в «Tearz») на стороні «B», вийшов 1992 року. Група проїхала від Вірджинії до Огайо, продаючи його безпосередньо «з машини», магазинам та радіо-діджеям. «Protect Ya Neck» став регіональним хітом, після чого лейбли, які раніше відвернулися від групи, захотіли співпрацювати з ними. Проте на той час група вже сама могла обирати, з ким підписувати контракт. Зрештою, вибір зупинився на лейблі Loud Records — невеликому (на той момент) незалежному лейблі, що розповсюджував альбоми через лейбл RCA Records. Глава Loud Records, Стів Ріфкінд, запропонував групі безпрецедентний на той момент контракт: група отримувала менше грошей авансом, але натомість отримувала повну свободу і учасники групи могли підписувати контракти на випуск сольних альбомів з іншими лейблами. Wu-Tang погодилися та підписали контракт. Розрахунок RZA був на те, що у групи не буде конкуренції, тому для Enter the Wu-Tang (36 Chambers) та сольних альбомів учасників групи були обрані лейбли, на яких хіп-хоп музиканти були слабо представлені.
У 1993 році сингл «Protect Ya Neck» був перевиданий, але вже з треком «Method Man» на другому боці. Трек «Method Man» потрапив у ротацію на радіо, багато в чому завдяки приспіву («M-E-T-H-O-D… Man»), що запам'ятовується, виконаному на кшталт популярної в 80-х композиції «Method of Modern Love» дуету Hall & Oates. Він також зміг потрапити в музичні чарти: у Billboard Hot 100 він досяг 69-го рядка, а в Hot Rap Songs — 17-го.
Другим синглом з альбому та першим синглом, що вийшов після підписання контракту з Loud Records, став трек «C.R.E.A.M.». Він розповідає про труднощі життя за межею бідності та бажання розбагатіти за всяку ціну. «C.R.E.A.M.» став найуспішнішим синглом групи, піднявшись на 60-й рядок Billboard Hot 100, восьмий рядок Hot Rap Tracks і очоливши чарт Hot Dance Music/Maxi-Singles Sales.
«Can It Be All So Simple» став третім синглом з альбому. Він не зміг потрапити в Billboard Hot 100, але піднявся на 24 позицію в Hot Rap Tracks. Ремікс на цей трек вийшов на дебютному альбомі Raekwon Only Built 4 Cuban Linx… 1995 року.

## Список композицій
Усі композиції, написані Wu-Tang Clan і спродюсовані RZA, окрім зазначених. Усі скретчі від 4-го учня. Треки з 1 по 5 називаються «Shaolin Sword», а треки з 6 по 12 — «Wu-Tang Sword» у фізичних релізах.
| CD та стрімінгова версія | CD та стрімінгова версія                                          | CD та стрімінгова версія                                                               | CD та стрімінгова версія |
| #                        | Назва                                                             | У виконанні                                                                            | Тривалість               |
| ------------------------ | ----------------------------------------------------------------- | -------------------------------------------------------------------------------------- | ------------------------ |
| 1.                       | «Bring da Ruckus»                                                 | Ghostface Killah GZA Inspectah Deck Raekwon RZA                                        | 4:10                     |
| 2.                       | «Shame on a Nigga»                                                | Method Man Ol' Dirty Bastard Raekwon                                                   | 2:57                     |
| 3.                       | «Clan in da Front»                                                | GZA RZA                                                                                | 4:33                     |
| 4.                       | «Wu-Tang: 7th Chamber»                                            | Ghostface Killah GZA Inspectah Deck Method Man Ol' Dirty Bastard Raekwon RZA           | 6:05                     |
| 5.                       | «Can It Be All So Simple / Intermission»                          | Ghostface Killah Raekwon                                                               | 6:53                     |
| 6.                       | «Da Mystery of Chessboxin'» (співпродюсер: Ol' Dirty Bastard)     | Ghostface Killah Inspectah Deck Masta Killa Method Man Ol' Dirty Bastard Raekwon U-God | 4:48                     |
| 7.                       | «Wu-Tang Clan Ain't Nuthing ta F' Wit» (співпродюсер: Method Man) | Inspectah Deck Method Man RZA                                                          | 3:36                     |
| 8.                       | «C.R.E.A.M.»                                                      | Inspectah Deck Method Man Raekwon                                                      | 4:12                     |
| 9.                       | «Method Man»                                                      | Ghostface Killah GZA Method Man RZA                                                    | 5:50                     |
| 10.                      | «Protect Ya Neck»                                                 | Ghostface Killah GZA Inspectah Deck Method Man Ol' Dirty Bastard Raekwon RZA U-God     | 4:52                     |
| 11.                      | «Tearz»                                                           | Ghostface Killah RZA                                                                   | 4:17                     |
| 12.                      | «Wu-Tang: 7th Chamber – Part II / Conclusion»                     | Ghostface Killah GZA Inspectah Deck Method Man Ol' Dirty Bastard Raekwon RZA           | 6:10                     |
| 58:24                    |                                                                   |                                                                                        |                          |

| Міжнародне видання | Міжнародне видання                          | Міжнародне видання                                                           | Міжнародне видання |
| #                  | Назва                                       | У виконанні                                                                  | Тривалість         |
| ------------------ | ------------------------------------------- | ---------------------------------------------------------------------------- | ------------------ |
| 12.                | «Wu-Tang: 7th Chamber – Part II»            | Ghostface Killah GZA Inspectah Deck Method Man Ol' Dirty Bastard Raekwon RZA | 5:08               |
| 13.                | «Method Man (Remix) Skunk Mix / Conclusion» | Method Man                                                                   | 3:12               |
| 1:01:53            |                                             |                                                                              |                    |

### Вініл і касета
| Shaolin Sword | Shaolin Sword                    | Shaolin Sword |
| #             | Назва                            | Тривалість    |
| ------------- | -------------------------------- | ------------- |
| 1.            | «Bring da Ruckus»                | 4:10          |
| 2.            | «Shame on a Nigga»               | 2:57          |
| 3.            | «Clan in da Front»               | 4:33          |
| 4.            | «Wu-Tang: 7th Chamber»           | 6:05          |
| 5.            | «Can It Be All So Simple»        | 4:46          |
| 6.            | «Protect Ya Neck / Intermission» | 6:48          |
| 29:19         |                                  |               |

| Wu-Tang Sword | Wu-Tang Sword                                 | Wu-Tang Sword |
| #             | Назва                                         | Тривалість    |
| ------------- | --------------------------------------------- | ------------- |
| 7.            | «Da Mystery of Chessboxin'»                   | 4:48          |
| 8.            | «Wu-Tang Clan Ain't Nuthing ta F' Wit»        | 3:36          |
| 9.            | «C.R.E.A.M.»                                  | 4:12          |
| 10.           | «Method Man»                                  | 5:50          |
| 11.           | «Tearz»                                       | 4:17          |
| 12.           | «Wu-Tang: 7th Chamber – Part II / Conclusion» | 6:10          |
| 28:53         |                                               |               |

## Чарти
| Чарт (1993)                           | Вища позиція |
| ------------------------------------- | ------------ |
| US Billboard 200                      | 41           |
| US Top R&B/Hip-Hop Albums (Billboard) | 8            |

| Чарт (2022)                                  | Найвища позиція |
| -------------------------------------------- | --------------- |
| Швейцарія Swiss Albums (Schweizer Hitparade) | 57              |

| Чарт (1994)                           | Позиція |
| ------------------------------------- | ------- |
| US Top R&B/Hip-Hop Albums (Billboard) | 22      |

| Чарт (2002)                             | Позиція |
| --------------------------------------- | ------- |
| Canadian R&B Albums (Nielsen SoundScan) | 182     |
| Canadian Rap Albums (Nielsen SoundScan) | 90      |

## Сертифікації
| Регіон                                                      | Сертифікація  | Продажі   |
| ----------------------------------------------------------- | ------------- | --------- |
| Австралія (ARIA)                                            | Платиновий    | 70 000    |
| Велика Британія (BPI)                                       | Платиновий    | 300 000   |
| США (RIAA)                                                  | 3× Платиновий | 3 000 000 |
| продажі+прослуховування, що базуються лише на сертифікаціях |               |           |

## Рейтинги
- Інформація взята з сайту[35], крім списків, для яких є окремі джерела.
- (*) означає неранжований список.

| Видання              | Країна          | Нагорода                                                    | рік  | Rank   |
| -------------------- | --------------- | ----------------------------------------------------------- | ---- | ------ |
| About.com            | США             | 100 Greatest Hip-Hop albums                                 | 2008 | 4      |
| About.com            | США             | Best Rap Albums of 1993                                     | 2008 | 1      |
| About.com            | США             | 10 Essential Hip-Hop Albums                                 | 2008 | 4      |
| Blender              | США             | 500 CDs You Must Own Before You Die                         | 2003 | *      |
| Blender              | США             | The 100 Greatest American Albums of All Time                | 2002 | 59     |
| CDNOW                | США             | Hip Hop's 25 Greatest Albums by Year 1980–98                | 1999 | 1      |
| Dance de Lux         | Іспанія         | The 25 Best Hip-Hop Records                                 | 2001 | 5      |
| DJMag                | Велика Британія | The Top 50 Most Influential Dance Albums Since 1991         | 2006 | 38     |
| Ego Trip             | США             | Hip Hop's 25 Greatest Albums by Year 1980–98                | 1999 | 1      |
| GQ                   | Велика Британія | The 100 Coolest Albums in the World Right Now!              | 2005 | 35     |
| Helsingin Sanomat    | Фінляндія       | 50th Anniversary of Rock                                    | 2004 | *      |
| Juice                | Австралія       | 100 Greatest Albums of the '90s                             | 1999 | 40     |
| Les Inrockuptibles   | Франція         | 50 Years of Rock'n'Roll                                     | 2004 | *      |
| Les Inrockuptibles   | Франція         | The 100 Best Albums 1986–1996                               | 1996 | 59     |
| Mojo                 | Велика Британія | The 100 Greatest Albums of Our Lifetime 1993–2006           | 2006 | 62     |
| Mojo                 | Велика Британія | Mojo 1000, the Ultimate CD Buyers Guide                     | 2001 | *      |
| Mojo                 | Велика Британія | The Mojo Collection, Third Edition                          | 2003 | *      |
| Mucchio Selvaggio    | Італія          | 100 Best Albums by Decade                                   | 2002 | Top 20 |
| New Musical Express  | Велика Британія | Top 100 Albums of All Time                                  | 2003 | 82     |
| Nude as the News     | США             | The 100 Most Compelling Albums of the 90s                   | 1999 | 61     |
| Paul Morley          | Велика Британія | Words and Music, 5 x 100 Greatest Albums of All Time        | 2003 | *      |
| Pitchfork            | США             | Top 100 Favorite Records of the 1990s                       | 2003 | 36     |
| Q                    | Велика Британія | 90 Best Albums of the 1990s                                 | 1999 | *      |
| Record Collector     | Велика Британія | 10 Classic Albums from 21 Genres for the 21st Century       | 2000 | *      |
| Robert Dimery        | США             | 1001 Albums You Must Hear Before You Die                    | 2005 | *      |
| Rock & Folk Magazine | Франція         | The Best Albums from 1963 to 1999                           | 1999 | *      |
| Rock de Lux          | Іспанія         | The 150 Best Albums from the 90s                            | 2000 | 25     |
| Rock de Lux          | Іспанія         | The 200 Best Albums of All Time                             | 2002 | 178    |
| Rolling Stone        | США             | The 500 Greatest Albums of All Time                         | 2020 | 27     |
| Rolling Stone        | США             | 100 Best Albums of the 90s                                  | 2010 | 29     |
| Rolling Stone        | США             | The Essential Recordings of the 90s                         | 1999 | *      |
| Rolling Stone        | Німеччина       | The 500 Best Albums of All Time                             | 2004 | 453    |
| Select               | Велика Британія | The 100 Best Albums of the 90s                              | 1996 | 21     |
| Spin                 | США             | Top 90 Albums of the 90's                                   | 2005 | 22     |
| Spin                 | США             | Top 100 Albums of the Last 20 Years                         | 2005 | 20     |
| Technikart           | Франція         | 50 Albums from the Last 10 Years                            | 1997 | *      |
| Tom Moon             | США             | 1000 Recordings to Hear Before You Die                      | 2008 | *      |
| The Source           | США             | The Source Magazine's 100 Best Rap Albums                   | 1998 | *      |
| The Sun              | Канада          | The Best Albums from 1971 to 2000                           | 2001 | *      |
| Vibe                 | США             | 100 Essential Albums of the 20th Century                    | 1999 | *      |
| Vibe                 | США             | 51 Albums Representing a Generation, a Sound and a Movement | 2004 | *      |
| Visions Magazine     | Німеччина       | The Most Important Albums of the 90s                        | 1999 | 67     |